# Sonnenfinsternis vom 29. April 2014
Die ringförmige Sonnenfinsternis vom 29. April 2014 ereignete sich im äußersten Süden der Erde. Es war die erste nicht nur rein partielle Finsternis des Saros-Zyklus 148. Sie stellte mit einem Gamma-Wert von −1,0001 den seltenen Fall einer nicht zentralen ringförmigen Finsternis dar. Hierbei verfehlt die Längsachse des Schattenkegels die Erdoberfläche knapp. Dessen Randbereich bzw. ein Teil der Zone der ringförmigen Verfinsterung streifte die Erde, sodass das Naturschauspiel in einem relativ kleinen Gebiet in der Westantarktis zu beobachten war. Dabei gab es keinen Korridor, entlang dessen die Finsternis die Erdoberfläche überstreicht, sondern eine vergleichsweise eng begrenzte Fläche im westlichen Teil des Wilkesland.
Die partielle Finsternis konnte nicht nur in Teilen der Antarktis, sondern auch im südlichen Indischen Ozean und in Australien gesehen werden.